# Stina Ekblad
Stina Åsa Maria Ekblad, född 26 februari 1954 i Solf i Österbotten, är en finlandssvensk skådespelare. Hon har under större delen av sin karriär varit verksam i Sverige och är sedan 1988 anställd vid Dramaten i Stockholm. Förutom sin scenkarriär har hon synts i ett antal filmer och TV-serier, inklusive i Wallander-produktioner och ett antal dramafilmer.

## Biografi
Ekblad är utbildad som dansk skådespelare vid Odense Teater (1975) och har spelat såväl teater som film i Danmark. Hon arbetade vid Stockholms stadsteater 1980–88 och har sedan dess varit anställd vid Dramaten. Hon har även varit verksam som lärare vid Teaterhögskolan i Stockholm. Hon är känd för sin personliga och intensiva spelstil och bland annat för sin recitation från teaterscenen av hela Markus evangelium. Hon hade huvudrollen som Agnes von Krusenstjerna i Mai Zetterlings kritikerrosade spelfilm Amorosa (1986). Hon har också spelat obducenten Karin Linder i filmserien om kommissarie Kurt Wallander.
I augusti 2017 var hon sommarpratare i P1. 2018 promoverades hon till hedersdoktor vid Stockholms universitet. I januari 2019 framförde hon Dantes Gudomliga Komedi i dansk översättning på Teater République i Köpenhamn.
Ekblad har publicerat dikter och självbiografin Här brusar strömmen förbi.

### Sommarpratare i Vega 2021
Den 16 juli 2021 sommarpratade Stina Ekblad i Yle Vega.

## Familj

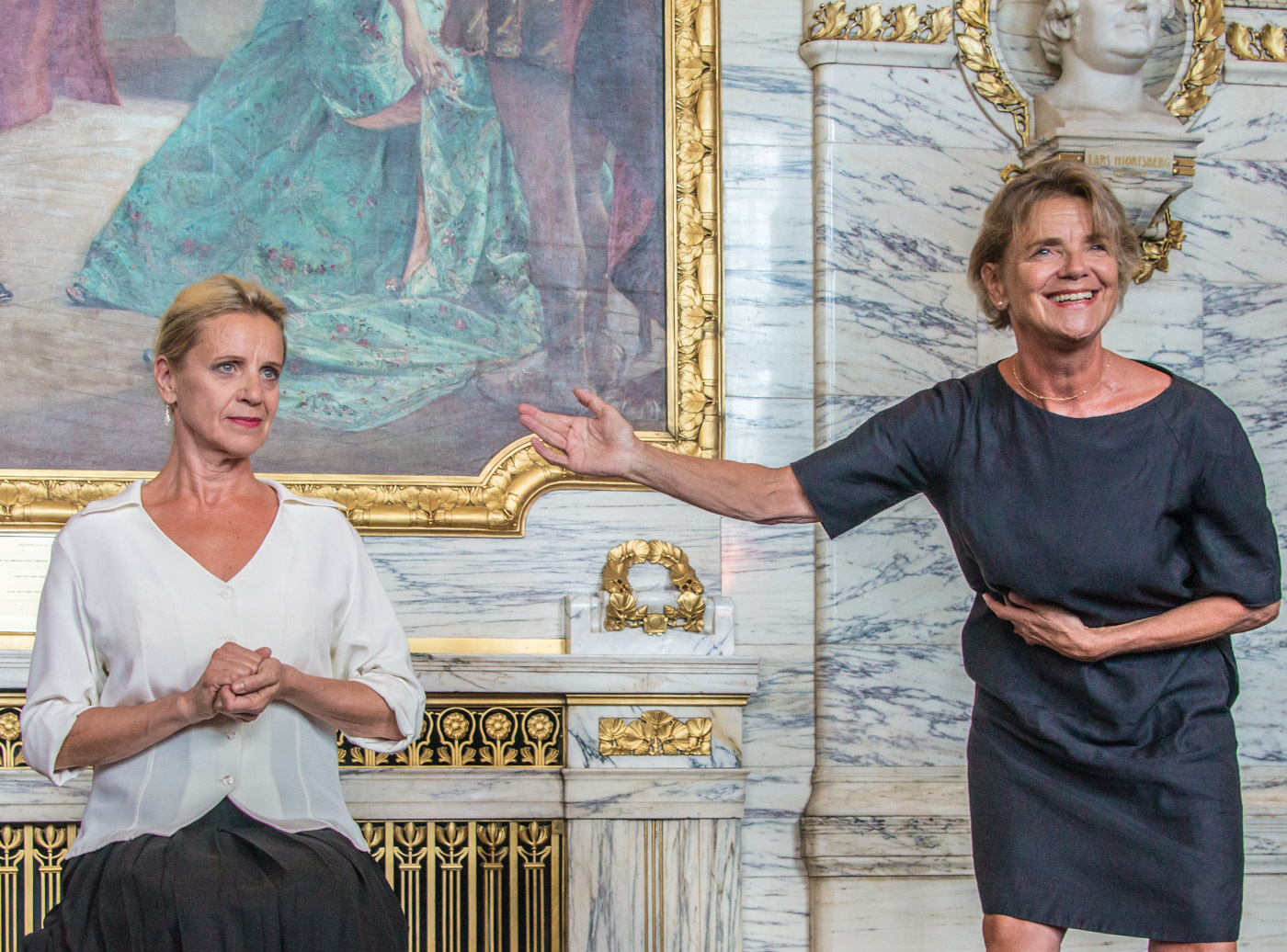
Ylva Ekblad och Stina Ekblad under Dramatens höstsamling 2015 i Friedrich Schillers Maria Stuart.

Ekblad är sambo och har sonen Adrian Dolata med skådespelaren Jan Dolata.
Även hennes yngre syster Ylva Ekblad är skådespelare. Systrarna har turnerat i Sverige och Finland med en uppsättning av Kristina Lugns Idlaflickorna.

## Medverkan

### Roller

#### Teater (ej komplett)
| År   | Roll                                                                       | Produktion                                                                   | Regi                        | Teater                      |
| ---- | -------------------------------------------------------------------------- | ---------------------------------------------------------------------------- | --------------------------- | --------------------------- |
| 1980 | Berättaren                                                                 | Århundradets kärlekssaga Märta Tikkanen                                      | Kristin Olsoni              | Stockholms stadsteater      |
| 1980 | Aricia                                                                     | Till Fedra Per Olov Enquist                                                  | Gunilla Berg                | Stockholms stadsteater      |
| 1982 | Gloria Beatty nr:85                                                        | Maratondansen Horace Mccoy och Ray Herman                                    | Fred Hjelm                  | Stockholms stadsteater      |
| 1983 | Medverkande                                                                | När man har känslor Maria Jotuni                                             | Kristin Olsoni              | Stockholms stadsteater      |
| 1984 | Rosalind                                                                   | Som ni vill ha det William Shakespeare                                       | John Caird                  | Stockholms stadsteater      |
| 1986 | Helen                                                                      | Parken Botho Strauss                                                         | Jan Maagaard                | Stockholms stadsteater      |
| 1987 | Tintomara                                                                  | Drottningens juvelsmycke Carl Jonas Love Almqvist                            | Peter Oskarson              | Dramaten                    |
| 1988 | Markisinnan de Meurteuil                                                   | Farliga förbindelser Christopher Hampton                                     | Brigitte Ornstein           | Dramaten                    |
| 1989 | Renée, markisinnan de Sade                                                 | Markisinnan de Sade Yukio Mishima                                            | Ingmar Bergman              | Dramaten                    |
| 1990 | Beatrice                                                                   | Beatrice, Rappaccinis dotter Octavio Paz                                     | Pia Forsgren                | Dramaten                    |
| 1993 | Isabella                                                                   | Lika för lika William Shakespeare                                            | Lennart Hjulström           | Dramaten                    |
| 1994 | Inga                                                                       | Systrar, bröder Stig Larsson                                                 | Stig Larsson                | Dramaten                    |
| 1994 | Fröken                                                                     | Spöksonaten August Strindberg                                                | Andrzej Wajda               | Dramaten                    |
| 1995 | Medea                                                                      | Medea Euripides                                                              | Lennart Hjulström           | Dramaten                    |
| 1996 | Syster Finland                                                             | Spelet om lyckan och framtiden Lars Löfgren och Kaj Lundgren                 | Agneta Ehrensvärd           | Dramaten                    |
| 1996 | Medverkande                                                                | En människa född någonstans Marina Tsvetajeva                                | Stina Ekblad Henrik Bramsjö | Dramaten                    |
| 1996 | Medverkande                                                                | Kabaré… tre år kvar…                                                         | Lennart Hjulström           | Dramaten                    |
| 1997 | Laura                                                                      | Fadren August Strindberg                                                     | Staffan Valdemar Holm       | Dramaten                    |
| 1998 | Raymonde Chandebise                                                        | Leva loppan Georges Feydeau                                                  | Terje Maerli                | Dramaten                    |
| 1999 | Olga                                                                       | Tre systrar Anton Tjechov                                                    | Staffan Valdemar Holm       | Dramaten                    |
| 2000 | Titania Hippolyta                                                          | En midsommarnattsdröm William Shakespeare                                    | John Caird                  | Dramaten                    |
| 2002 | Fenix                                                                      | Andromaque Jean Racine                                                       | Mats Ek                     | Dramaten                    |
| 2002 | Maria, Olivias sällskapsdam                                                | Trettondagsafton William Shakespeare                                         | John Caird                  | Dramaten                    |
| 2003 | Courage                                                                    | Courage och hennes barn Bertolt Brecht                                       | Anders Paulin               | Dramaten                    |
| 2004 | Shi Mo                                                                     | Tre knivar från Wei Harry Martinson                                          | Staffan Valdemar Holm       | Dramaten                    |
| 2004 | Portia                                                                     | Köpmannen i Venedig William Shakespeare                                      | Mats Ek                     | Dramaten                    |
| 2006 | Fedra, hustru till Theseus                                                 | Fedra Jean Racine                                                            | Karl Dunér                  | Dramaten                    |
| 2007 | Alice                                                                      | Dödsdansen I & II August Strindberg                                          | John Caird                  | Dramaten                    |
| 2008 | Gertrud                                                                    | Hamlet William Shakespeare                                                   | Staffan Valdemar Holm       | Dramaten                    |
| 2009 | Fru Page                                                                   | Muntra fruarna i Windsor William Shakespeare                                 | John Caird                  | Dramaten                    |
| 2009 | Kvinna 2                                                                   | Flicka i gul regnjacka Jon Fosse                                             | Gunnel Lindblom             | Dramaten                    |
| 2010 | Ariel                                                                      | Stormen William Shakespeare                                                  | John Caird                  | Dramaten                    |
| 2011 | Barbro                                                                     | Idlaflickorna Kristina Lugn                                                  | Vibeke Bjelke               | Dramaten                    |
| 2012 | Hummel                                                                     | Spöksonaten August Strindberg                                                | Mats Ek                     | Dramaten                    |
| 2013 | Lena                                                                       | Som löven i Vallombrosa Lars Norén                                           | Vibeke Bjelke               | Dramaten                    |
| 2015 | Paulet Maria Stuart Aubespine Bellievre Burleigh Talbot Leicester Mortimer | Maria Stuart Friedrich Schiller                                              | Peter Konwitschny           | Dramaten                    |
| 2016 | Erna                                                                       | Presidenterna Werner Schwab                                                  | Staffan Valdemar Holm       | Dramaten                    |
| 2017 |                                                                            | Ritter, Dene, Voss Thomas Bernhard                                           | Gunnel Lindblom             | Dramaten                    |
| 2017 | Alkemisten                                                                 | Alkemistens hemlighet – Guldmakarna på Drottningholm Patrik Sörling          | Patrik Sörling              | Drottningholms slottsteater |
| 2017 | Iokaste Eurydike                                                           | Oidipus/Antigone Sofokles                                                    | Eirik Stubø                 | Dramaten                    |
| 2017 |                                                                            | De langerhanska öarna Susanne Ringell                                        | Ulrika Bengts               | Klockriketeatern            |
| 2018 | Åse                                                                        | Peer Gynt Henrik Ibsen                                                       | Michael Thalheimer          | Dramaten                    |
| 2018 |                                                                            | Ritter, Dene, Voss Thomas Bernhard                                           | Gunnel Lindblom             | Dramaten                    |
| 2020 | Åse                                                                        | Peer Gynt Henrik Ibsen                                                       | Michael Thalheimer          | Dramaten                    |
| 2020 |                                                                            | Kvinnostaden Christine de Pizan                                              | Staffan Valdemar Holm       | Dramaten                    |
| 2020 | Klytaimnestra                                                              | Elektra Hugo von Hofmannsthal                                                | Michael Thalheimer          | Dramaten                    |
| 2021 |                                                                            | Den yttersta minuten Mattias Andersson                                       | Mattias Andersson           | Dramaten                    |
| 2021 | Klytaimnestra                                                              | Elektra Hugo von Hofmannsthal                                                | Michael Thalheimer          | Dramaten                    |
| 2023 | Hekabe                                                                     | Perserna/Trojanskorna (Πέρσαι, Persai/Τρῳάδες, Trōiades) Aischylos/Euripides | Karl Dunér                  | Dramaten                    |

#### Film (urval)
| År        | Titel                               | Notering                    |
| --------- | ----------------------------------- | --------------------------- |
| 1982      | Avskedet                            |                             |
| 1982      | Fanny och Alexander                 |                             |
| 1985      | August Strindberg: Ett liv          | TV-serie                    |
| 1985      | När man har känslor                 | TV-teater                   |
| 1985      | Den stora illusionen                |                             |
| 1986      | Skuggan av Henry                    | TV-serie                    |
| 1986      | Amorosa                             |                             |
| 1986      | Ormens väg på hälleberget           |                             |
| 1988      | Livsfarlig film                     |                             |
| 1990      | Kaninmannen                         |                             |
| 1990      | Vänner, kamrater                    |                             |
| 1991      | Agnes Cecilia – en sällsam historia |                             |
| 1995      | Pensionat Oskar                     |                             |
| 1997      | Heta lappar                         |                             |
| 1998      | Aspiranterna                        | TV-serie                    |
| 1999      | En liten film                       | TV-serie                    |
| 1999      | Färden                              |                             |
| 1999      | Magnetisörens femte vinter          |                             |
| 1999      | Manden som ikke ville dø            |                             |
| 1999      | På sista versen                     |                             |
| 1999      | Mitt i livet                        | TV-serie                    |
| 2000      | Trolösa                             |                             |
| 2000      | Gossip                              |                             |
| 2000      | Skärgårdsdoktorn                    | TV-serie                    |
| 2001      | Så vit som en snö                   |                             |
| 2001      | Beck – Mannen utan ansikte          |                             |
| 2002      | Heja Björn                          | TV-serie                    |
| 2002      | Talismanen                          | TV-serie                    |
| 2002      | Tusenbröder                         | TV-serie                    |
| 2002      | Suxxess                             |                             |
| 2003      | Afgrunden                           |                             |
| 2003      | Talismanen                          | TV-serie                    |
| 2004–2007 | Krönikan                            | TV-serie                    |
| 2004      | Rånarna                             |                             |
| 2004      | Skymning                            |                             |
| 2004      | The Return of the Dancing Master    |                             |
| 2005      | Blodsbröder                         |                             |
| 2005      | Som en tjuv om natten               | Kortfilm                    |
| 2005      | Wallander – Byfånen                 |                             |
| 2005      | Wallander – Bröderna                |                             |
| 2005      | Wallander – Afrikanen               |                             |
| 2005      | Wallander – Mastermind              |                             |
| 2006      | Isabella                            |                             |
| 2006      | Sökarna – Återkomsten               |                             |
| 2006      | Wallander – Den svaga punkten       |                             |
| 2006      | Wallander – Fotografen              |                             |
| 2006      | Wallander – Täckmanteln             |                             |
| 2006      | Wallander – Luftslottet             |                             |
| 2006      | Wallander – Jokern                  |                             |
| 2006      | Wallander – Hemligheten             |                             |
| 2007      | Dödsdansen I-II                     |                             |
| 2007      | Hjemve                              |                             |
| 2007      | Hjälp!                              | TV-serie                    |
| 2007      | August                              | TV-serie                    |
| 2008      | Livet i Fagervik                    | TV-serie                    |
| 2009      | Det enda rationella                 |                             |
| 2009      | Prick och Fläck snöar in            |                             |
| 2009      | Scener ur ett kändisskap            |                             |
| 2009      | Wallander – Hämnden                 |                             |
| 2009      | Wallander – Skulden                 |                             |
| 2009      | Wallander – Kuriren                 |                             |
| 2009      | Wallander – Tjuven                  |                             |
| 2009      | Wallander – Cellisten               |                             |
| 2009      | Wallander – Prästen                 |                             |
| 2009      | Wallander – Läckan                  |                             |
| 2009      | Wallander – Skytten                 |                             |
| 2010      | Pax                                 |                             |
| 2010      | Wallander – Indrivaren              |                             |
| 2010      | Wallander – Vålnaden                |                             |
| 2011      | Borgen                              | TV-serie                    |
| 2011      | Hotell Gyllene Knorren – filmen     |                             |
| 2012      | Bröllop i Italien                   |                             |
| 2012      | Den röda vargen                     |                             |
| 2013      | Kommissarien och havet              | TV-serie                    |
| 2013      | Inte flera mord                     |                             |
| 2013      | Wallander – Sveket                  |                             |
| 2013      | Wallander – Saknaden                |                             |
| 2013      | Wallander – Mordbrännaren           |                             |
| 2013      | Wallander – Sorgfågeln              |                             |
| 2014      | En levande själ                     |                             |
| 2015      | Skämmerskans dotter                 |                             |
| 2014–2016 | Tjockare än vatten                  | TV-serie, korta inhopp 2016 |
| 2017      | Trollvinter i Mumindalen            | Röst                        |
| 2023      | 100 årstider                        |                             |

### Diskografi
- ”... liksom av drömmens röster sjungen”. Robert Schumann och hans diktare. Kerstin Nylander, piano, Bengt Rosengren, oboe och Stina Ekblad, recitation. Daphne Records 1998.

## Priser och utmärkelser
- 1986 – Guldbagge för bästa kvinnliga huvudroll i Amorosa och Ormens väg på hälleberget[4]
- 1986 – Kurt Linders stipendium
- 1995 – O'Neill-stipendiet
- 1999 – Litteris et Artibus
- 2005 – Gösta Ekman-stipendiet
- 2006 – Svenska Dagbladets Thaliapris
- 2007 – Svenska Akademiens teaterpris
- 2016 – Kungliga priset[12]